# Patera (Nomenclatura planetária)
Patera é um tipo de estrutura geológica. Uma cratera irregular, ou uma cratera complexa com bordas recortadas de um corpo celeste, presente em certos corpos do sistema solar e principalmente (embora não exclusivamente) em Júpiter (Io). Pateras podem ter qualquer origem (vulcânica, impacto ou outros), embora a maioria tenha sido criada pelo vulcanismo. No planeta Terra é mais usado o termo caldeira vulcânica. O termo vem do idioma latino, onde se refere a uma tigela rasa usada na cultura antiga (Pátera).
Este termo é usado na nomenclatura planetária: faz parte dos nomes internacionais de tais características. Nesses nomes, ela é maiúscula e vem após o nome próprio (por exemplo, Pillan Patera). Além disso, ele pode ser usado como um termo de descrição e aplicado mesmo a recursos sem nome.